# An Apple a Day
| Recensione | Giudizio |
| ---------- | -------- |
| AllMusic   |          |

An Apple a Day è il primo (e unico) album discografico del gruppo musicale rock britannico Apple, pubblicato dall'etichetta discografica Page One Records nel 1969.

## Tracce

### LP
Lato A
1. Let's Take a Trip Down the Rhine – 2:59 (Robbo Ingram, Dave Brassington)
2. Doctor Rock – 3:07 (Robbo Ingram, Dave Brassington)
3. The Outherside – 3:17 (Jeff Harrod)
4. Mr. Jones – 2:49 (Charlie Barber)
5. The Mayville Line – 2:54 (Robbo Ingram, Dave Brassington)
6. Pretty Girl Love You – 2:39 (Dennis Regan)

Lato B
1. Rock Me Baby – 3:28 (Chris Dreja, Jim McCarty, Keith Relf, Jimmy Page)
2. Buffalo Billycan – 3:05 (Charlie Barber)
3. Photograph – 4:10 (Charlie Barber)
4. Psycho Daisies – 2:22 (Keith Relf, Jim McCarty, Jeff Beck, Chris Dreja, Jimmy Page)
5. Sporting Life – 5:51 (John Sebastian, Zal Yanovsky, Steve Boone, Joe Butler)
6. Queen of Hearts Blues – 2:28 (Charlie Barber)

### CD
Edizione CD del 1994, pubblicato dalla Repertoire Records (REP 4366-WP)
1. Let's Take a Trip Down the Rhine – 2:59 (Robbo Ingram, Dave Brassington)
2. Doctor Rock – 3:07 (Robbo Ingram, Dave Brassington)
3. The Outherside – 3:17 (Jeff Harrod)
4. Mr. Jones – 2:49 (Charlie Barber)
5. The Mayville Line – 2:54 (Robbo Ingram, Dave Brassington)
6. Queen of Hearts Blues – 2:28 (Charlie Barber)
7. Rock Me Baby – 3:28 (Chris Dreja, Jim McCarty, Jeff Beck, Keith Relf, Jimmy Page)
8. Buffalo Billycan – 3:05 (Charlie Barber)
9. Photograph – 4:10 (Charlie Barber)
10. Psycho Daisies – 2:22 (Keith Relf, Jim McCarty, Jeff Beck, Chris Dreja, Jimmy Page)
11. Sporting Life – 5:51 (John Sebastian, Zal Yanovsky, Steve Boone, Joe Butler)
12. Pretty Girl Love You – 2:39 (Dennis Regan)
13. Let's Take a Trip Down the Rhine – 3:04 (Robbo Ingram, Dave Brassington) – Traccia bonus - Lato A del singolo pubblicato dalla Page One Records (POF 101) nel 1968
14. Buffalo Billycan – 3:07 (Charlie Barber) – Traccia bonus - Lato B del singolo pubblicato dalla Page One Records (POF 101) nel 1968
15. Doctor Rock – 3:11 (Robbo Ingram, Dave Brassington) – Traccia bonus - Lato A del singolo pubblicato dalla Page One Records (POF 110) nel 1968
16. The Outherside – 3:16 (Jeff Harrod) – Traccia bonus - Lato B del singolo pubblicato dalla Page One Records (POF 110) nel 1968

## Formazione
- Dennis Regan - voce
- Robbo Ingram - chitarra solista
- Charlie Barber - piano
- Jeff Harrod - basso
- Dave Brassington - batteria

Note aggiuntive
- Caleb Quaye - produttore, note retrocopertina album originale[1]